# Squalus cubensis
El galludo cubano (Squalus cubensis) es un escualiforme de la familia Squalidae. Habita en el Atlántico occidental desde Carolina del Norte hasta Florida, en el golfo de México, alrededor de Cuba, La Española, el sur de Brasil y Argentina. Se le encuentra en las plataformas continentales y taludes superiores a profundidades de entre 60 y 380 m. Su longitud máxima es de 110 cm.
Es un tiburón esbelto de color gris con márgenes negros en sus aletas dorsales y pectorales, y aletas pélvicas y caudales blancas; posee una espina en la parte frontal de cada una de sus dos aletas dorsales.
Probablemente se alimenta de peces del fondo submarino e invertebrados. Los parásitos isópodos que con frecuencia infestan las bocas y branquias de los peces marinos son inusualmente grandes en el galludo cubano. Su reproducción es ovovivípara, y tiene diez alevinos por camada.
No se le suele utilizar como alimento, pero tiene utilidad comercial por el aceite y vitaminas extraídos de su hígado.